# Mine in vista
Mine in vista è un documentario del 1939, diretto da Francesco De Robertis, un ufficiale della Marina nativo di San Marco in Lamis, che dedica una vasta filmografia all'ambiente della Marina Militare Italiana.

## Trama
Il regista pugliese, nella sua qualità di direttore del "centro cinematografico" presso il Ministero della Marina, realizza un documentario di informazione e propaganda dal titolo significativo: Mine in vista. Degli uomini su un peschereccio in servizio di vigilanza anti-mine avvistano una mina a pelo d'acqua ed issano il segnale di pericolo.

## Critica
Al di là del titolo, che appare premonitore degli avvenimenti bellici, il documentario è importante, perché costituisce la "opera prima" del regista, anticipatore del "neorealismo": De Robertis darà vita, nel giro di venti anni, ad almeno 18 pellicole (16 film e due documentari).